# Falaises de Vaufrèges
Falaises de Vaufrèges este o arie protejată (arie de protecție specială avifaunistică — SPA) din Franța întinsă pe o suprafață de 165 ha, integral pe uscat.

## Localizare
Centrul sitului Falaises de Vaufrèges este situat la coordonatele 43°15′11″N 5°27′39″E / 43.25306°N 5.46083°E.

## Înființare
Situl Falaises de Vaufrèges a fost declarat arie de protecție specială avifaunistică în baza directivei 79/409 din 1979 referitoare la conservarea păsărilor sălbatice pentru a proteja 13 specii de animale.

## Biodiversitate
Situată în ecoregiunea mediteraneană, aria protejată nu include niciun habitat protejat.
La baza desemnării sitului se află mai multe specii protejate de  păsări (13): fâsă-de-câmp (Anthus campestris), buha (Bubo bubo), caprimulg (Caprimulgus europaeus), șerpar (Circaetus gallicus), erete vânăt (Circus cyaneus), dumbrăveancă (Coracias garrulus), presură de grădină (Emberiza hortulana), Falco eleonorae, șoim călător (Falco peregrinus), Hieraaetus fasciatus, gaia neagră (Milvus migrans), Pyrrhocorax pyrrhocorax, silvie de tufiș (Sylvia undata).
Pe lângă speciile protejate, pe teritoriul sitului au mai fost identificate 16 specii de păsări.